# 斯莫利亞里
51°27′42″N 24°17′28″E / 51.46167°N 24.29111°E
斯莫利亞里（烏克蘭語：Смолярі），是烏克蘭的村落，位於該國西部沃倫州，由科韋利區負責管轄，始建於1543年，面積4.34平方公里，海拔高度168米，2001年人口1,028，人口密度每平方公里237.03人。